# Otje (boek)
Otje is een kinderboek van Annie M.G. Schmidt, geïllustreerd door Fiep Westendorp. De eerste uitgave verscheen in 1980. 

## Verhaal
Otje is een klein meisje dat samenleeft met haar vader Tos. Ze wonen allebei in hotel De Koperwiek waar Tos werkt als kok. Tos kan erg goed koken, maar hij heeft alleen geen officiële documenten; die zijn kwijtgeraakt in het computergebouw. Meneer Pardoes, zijn werkgever, weet dit en maakt er misbruik van door Tos maar heel weinig loon te betalen; Tos zal zonder geldige documenten toch nergens anders werk kunnen krijgen. Tos heeft bovendien nog een ander probleem: hij wordt snel driftig, en als hij een driftbui heeft verliest hij zijn zelfbeheersing. Dit gebeurt vaak als hij het woord "papieren" hoort, hij wordt er dan weer aan herinnerd dat hij die niet heeft. Slechts Otje kan haar vader kalmeren. Tos en Otje kennen verder een heleboel dieren zoals de hond Boef, de poes Betsie, Kwark de kraai, Toep de mus en de muizen Lodewijk en Suzie. Tos wordt bijna ontslagen als hij verhindert dat de lijsters in de tuin van het hotel worden doodgeschoten voor een Frans diner.
Uiteindelijk wordt Tos alsnog ontslagen omdat hun muizenvriendjes, Lodewijk en Suzie, een diner met elf chique gasten op stelten zetten. Er zit nu niets anders voor hem en Otje op dan rond te trekken in Tos' bestelbusje, op zoek naar nieuw werk. De twee muizen reizen met hen mee. Lodewijk is ervan overtuigd dat hij en Suzie op een dag het land "Musopia" zullen vinden, een paradijs voor muizen zonder katten en vallen. Tos rijdt eerst naar het computergebouw (in het boek als ´kompjoetergebouw´ gespeld) om een laatste wanhoopspoging te doen zijn papieren terug te krijgen. Het loopt mis wanneer hij een driftbui krijgt als niemand ergens iets van afweet. Otje kan maar net voorkomen dat Tos een medewerker uit het loket naar buiten trekt.
Zonder papieren kan Tos echter alleen maar tijdelijke en slecht betaalde baantjes vinden. Hij valt in als kok in een ander hotel zodat hij en Otje hier in een van de kamers kunnen slapen. De gasten zijn razend enthousiast over Tos' kookkunst, maar omdat Tos een recept met brandnetels heeft gebruikt(op verzoek van één van de gasten) dat niet op het menu stond wordt hij door de directeur, die hierop neerkijkt, weer weggestuurd. Bovendien worden ze overal weggejaagd, want kamperen op parkeerterreinen en in natuurgebieden met een bestelbusje is niet toegestaan. Ze worden dan ook achtervolgd door een politieagent en zijn hond Herman. Herman laat Otje stiekem gaan, omdat hij haar aardig vindt. Ook worden ze weggestuurd door mensen van de natuurbescherming omdat die niet willen dat ze de natuur aantasten.
De vogels vinden het zielig dat Tos geen werk kan vinden omdat hij geen papieren heeft en ze proberen hem te helpen. Onder leiding van Kwark de kraai en Toep de mus stelen ze papieren voor Tos. Maar omdat de vogels niet begrijpen wat voor papieren er zijn bedoeld, komen ze terug met snoeppapiertjes, kranten, brieven en zelfs een stuk perkament. Op de lege achterzijde tekent Otje een portret van haar vader voor in het busje. Tos en Otje laten uit beleefdheid niets merken tegenover de vogels, die immers zo hun best hebben gedaan.
Ten slotte wil admiraal Strafport Tos op een zeereis meenemen om Kaapse raasdonders voor hem klaar te maken. Maar Otje moet thuisblijven want de admiraal wil geen vrouwen op zijn schip. Tos heeft het geld echter hard nodig en heeft daardoor geen keus want hij verdient veel te weinig zonder vaste baan, is door zijn geld heengeraakt, en bovendien is de bestelwagen stukgegaan en moet deze een dure reparatie hebben.
Otje logeert zolang bij de twee bekakte tantes Mies en Lena. Van een vreemde dame genaamd juffrouw Twiddel hebben Tos en Otje speciale spiegeltjes gekregen, de "malkanderspiegeltjes", waarmee ze elkaars gezicht op afstand kunnen zien. Als Tos terugkomt blijkt Otje te zijn weggelopen, omdat de tantes de muizen Lodewijk en Suzie uit huis hebben gezet en met het vuilnis hebben meegegeven. Tos wil naar de politie, maar krijgt een driftbui wanneer hem daar om zijn papieren wordt gevraagd, en zonder Otje om hem te kalmeren kan hij zich niet beheersen en wordt hij gewelddadig. Tos wordt overmeesterd, gedrogeerd en in een rusthuis opgesloten, waar hij gedrogeerd en onder dwang wordt behandeld voor zijn driftbuien. Gelukkig weet Otje hem er met behulp van de vriendelijke antiquair meneer Pijpetoon en de vogels weer uit te halen.
Otje en Tos zijn nu weer samen, en ze hebben ook weer wat geld verdiend met Tos' zeereis, zodat ze de wagen kunnen laten repareren. Maar Tos heeft nog steeds geen papieren en de politie is ook nog steeds naar hem op zoek. Maar een heel bijzonder papier brengt redding. Het perkament met het portret van Tos blijkt de oorkonde van de stad Kokkelburg te zijn. Dit ziet de burgemeester als Otje het portret van Tos tussen tekeningen ophangt die bestemd zijn voor een tekenwedstrijd. Hij is dolgelukkig: nu kan het 500-jarig stichtingsjubileum van de stad doorgaan en zijn ze geen dorp maar een stad, zodat ze een zwembad en een Bingohal mogen hebben. Tos krijgt als dank meteen papieren (de burgemeester kan dit in een handomdraai regelen via zijn neef die directeur van het computergebouw is) en zijn brandnetelsoep heeft zo'n faam gekregen dat hij werk aangeboden krijgt. Otje wordt uitgeroepen tot winnaar van de tekenwedstrijd en krijgt een erepenning van de stad als beloning voor het terugvinden van de oorkonde van Kokkelburg en voor haar tekening. 
Hotel De Koperwiek is inmiddels zonder goede kok failliet gegaan. Met de papieren die hij nu heeft kan Tos heel makkelijk geld van de bank lenen om het hotel te kopen. Zo wordt Tos de nieuwe eigenaar. Ook Lodewijk en Suzie komen weer in het hotel wonen, maar Tos is niet zo blij met het idee dat de muizen zich zullen vermenigvuldigen. Ze hebben de oude hotelkat weggegeven. Tos vindt dat er maar weer een nieuwe kat moet komen, waarop Otje woedend wordt; ze blijkt Tos zijn driftige karakter te hebben geërfd.

## Achtergronden
- Een belangrijk thema in het boek is de bureaucratie, naast zaken als uitbuiting en werkloosheid. Illegalen en staatlozen verkeren in min of meer dezelfde positie als Tos, waar door sommige werkgevers dan ook flink misbruik van wordt gemaakt. Dwangbehandeling vindt in Nederland slechts in extreme gevallen plaats maar was toen het boek in 1980 uitkwam nog schering en inslag in communistische landen bij politieke dissidenten.
- Het land Musopia is een toespeling op Utopia.
- Juffrouw Twiddel is ook een personage in Wiplala weer, een ander kinderboek van Schmidt.

## Bewerkingen
Het boek werd in 1998 verfilmd als jeugdserie Otje door Bos Bros en op video uitgebracht. Acteurs Anne Rats en Nico de Vries spelen respectievelijk de hoofdrollen Otje en Tos. Verder spelen onder andere Carol van Herwijnen (burgemeester), Peter Bolhuis (wachtmeester Jansen), Freek van Muiswinkel (meneer Pardoes), Bea Meulman (mevrouw Pardoes), Joost Prinsen (meneer Pijpetoon), Walter Crommelin (Dokter Spijker), Juul Vrijdag (de kapitein), Beppie Melissen (Mevrouw Bontebaai), Marjan Luif en Olga Zuiderhoek (de tantes) mee. De serie werd geregisseerd door Joram Lürsen en Simone van Dusseldorp. De in het boek figurerende dieren worden, net als later in Pluk van de Petteflet, met poppen in beeld gebracht. In de film krijgt Otje het geld waarmee Tos hotel Koperwiek koopt als dank voor het vinden van de oorkonde van Kokkelburg. 
In 2008 werkten scenariste Tamara Bos en regisseur Vincent Bal aan een nieuwe verfilming. 
In 2010 kreeg Otje, na Pluk en Floddertje, ook een eigen muzikale familievoorstelling.